# Операція «Трест»
Операція «Трест» (рос. «Трест») — контррозвідувальна операція Державного політичного управління (ОДПУ) Радянського Союзу. Операція проходила в 1921—1926 рр., для неї була створена фальшива організація антибільшовицького підпілля, «Монархічний союз Центральної Росії» (рос. Монархическое объединение Центральной России, МОЦР), для того, аби допомогти ОДПУ виявити справжніх монархістів та антибільшовиків.

## Історія
Головою МСЦР був колишній чиновник в Міністерстві зв'язку імператорської Росії Олександр Якушев (рос. Александр Александрович Якушев), який після Російської революції вступив до Наркомату зовнішньої торгівлі (рос. Наркомат внешней торговли), коли радянська влада була вимушена дозволити колишнім фахівцям (т. зв. рос. спецы) обійняти посади відповідно до свого рівня. Нова посада дозволила йому виїжджати за кордон та налагодити зв'язки з емігрантами.
МСЦР вдалось втримати білого генерала Олександра Кутепова від активних дій, переконавши очікувати розвитку внутрішніх сил антибільшовицького спротиву. Спочатку Кутепов вважав, що для повалення більшовиків необхідно перейти до активних дій, аж до здійснення терористичні акцій, ним була створена «бойова організація», уламок «Російського Загальновійськового Союзу» (рос. Русский общевоинский союз, РОВС).
Кутєпов також створив внутрішню лінію (рос. Внутренняя линия) як контррозвідувальну організацію, яка б запобігла проникненню більшовицьких агентів. Це створило певні проблеми для ЧК, але не була успішною.
До успіхів «Тресту» належить заманювання Бориса Савінкова і Сіднея Рейлі в Радянський Союз, де вони були заарештовані і страчені.
Деякі сучасні дослідники вважають, що є підстави вважати, що обидва мали сумніви в МСЦР, і поїхали до Радянського Союзу з особистих причин, користуючись МСЦР лише як приводом.[джерело?]
«Трест» не був створений Радянською владою з нуля. Після відступу Біла армія залишила своїх агентів, також у Радянському Союзі залишились прихильники Імператора, які не емігрували після Громадянської війни. Ними була налагоджена співпраця, аж до створення слабкої організаційної структури. Коли організація була виявлена ОДПУ, її не було ліквідовано, натомість, спецслужби використали її для власних цілей.
Ще одним епізодом спецоперації була «нелегальна» поїздка (насправді, контрольована ОДПУ) впливового емігранта Василя Шульгіна до Радянського Союзу. Після повернення ним була написана книга рос. «Три столицы» (1927) про враження від подорожі. Він писав, що всупереч очікуванням Росія відроджується, а більшовики напевно будуть скинуті.
Західний історик Джон Костелло (англ. John Costello), який мав обмежений доступ до документів операції, згадував, що загальний обсяг паперів становив тридцять сім томів, а матеріали складалися з такого хитросплетіння подвійних агентів, заміни кодових імен і заплутаних обманних операцій, що російським історикам з розвідувальних служб не просто відокремити факти від вигадок.
За словами Василя Мітрохіна (рос. Василий Никитич Митрохин), документи операції «Трест» зберігалися не в архівах Служби зовнішньої розвідки, а в спеціальній архівній колекції (рос. спецфонды) ФСБ на Луб'янці.
1967 р. вийшов багатосерійний пригодницький фільм «Операція 'Трест'».